# Felipe Dias da Silva
Felipe Dias da Silva (São Paulo, 11 de janeiro de 1986) é um ex-futebolista brasileiro que atuava como lateral-direito ou volante.

## Carreira

### Flamengo
Felipe Dias foi revelado no Flamengo.
Com o Flamengo na base foi titular em várias conquistas como copa cultura em 2005 (marcou o gol do título rubro-negro), carioca 2005 e 2006, etc…
Iniciou sua carreira profissional, em 2006, quando participou da conquista da Copa do Brasil.

### Náutico
Não tendo conseguido se firmar no elenco rubro-negro, foi emprestado ao Náutico, para a disputa da temporada de 2007. Antes da negociação com o Timbu, Felipe quase foi emprestado para o Ipatinga, mas a negociação não evoluiu.

### Marília
De volta à Gávea, Felipe notou que não teria mais espaço e decidiu pedir a quebra de contrato, encantado com uma proposta do Marília.

### Cabofriense
Em 2009, voltou ao Rio de Janeiro, para acertou com o Cabofriense.

### Ferroviária
Ao fim do contrato de Felipe com a Cabofriense, o jogador passou cerca de quatro meses treinando sem clube, até em agosto de 2009, acertou com a Ferroviária, time da cidade paulista de Araraquara.

### América de Teófilo Otoni
Em 2011 acertou com o América de Teófilo Otoni  onde foi Campeão Mineiro 2011 do Interior. Permaneceu no clube, jogando os campeonatos mineiro de 2012 e 2013. 

## Seleção Brasileira
Com passagens pela seleção sub-17, inclusive conquistando o título de campeão mundial sub-17 em 2003 na Finlândia.

## Estatísticas
Até 31 de maio de 2011.

### Clubes
| Clube             | Temporada         | Campeonato nacional | Campeonato nacional | Copa nacional[a] | Copa nacional[a] | Competições continentais[b] | Competições continentais[b] | Outros torneios[c] | Outros torneios[c] | Total | Total |
| Clube             | Temporada         | Jogos               | Gols                | Jogos            | Gols             | Jogos                       | Gols                        | Jogos              | Gols               | Jogos | Gols  |
| ----------------- | ----------------- | ------------------- | ------------------- | ---------------- | ---------------- | --------------------------- | --------------------------- | ------------------ | ------------------ | ----- | ----- |
| Flamengo          | 2006              | 0                   | 0                   | 1                | 0                | —                           | —                           | 5                  | 0                  | 6     | 0     |
| Flamengo          | Total             | 0                   | 0                   | 1                | 0                | —                           | —                           | 5                  | 0                  | 6     | 0     |
| Total na carreira | Total na carreira | 0                   | 0                   | 1                | 0                | 0                           | 0                           | 5                  | 0                  | 6     | 0     |

- a. ^ Jogos da Copa do Brasil
- b. ^ Jogos da Copa Sul-Americana
- c. ^ Jogos do Campeonato Carioca

## Títulos
Flamengo Sub-20
- Campeonato Carioca Juniores: 2005 e 2006
- Copa Cultura de Juniores: 2005

Flamengo
- Copa do Brasil: 2006[1]

Brasil Sub-17
- Mundial Sub-17: 2003